# ساتوشی یاماگوچی (زاده ۱۹۵۹)
ساتوشی یاماگوچی (ژاپنی: 山口 悟؛ زادهٔ ۱ اوت ۱۹۵۹) یک بازیکن فوتبال اهل ژاپن است. وی همچنین در تیم ملی فوتبال ژاپن بازی کرده است.